# Галкина, Екатерина Алексеевна
Екатерина Алексеевна Галкина (1897—1993) — советский ботаник, геоботаник и болотовед, лауреат Государственной (Сталинской) премии (1949).

## Биография
В 1926 году окончила географический факультет Ленинградского государственного университета, после чего два года работала в заповеднике Аскания-Нова.
С 1933 года стала сотрудником Ботанического института АН СССР, где проработала почти 40 лет, сначала научным сотрудником Ботанического музея, а затем с 1940 года старшим научным сотрудником отдела геоботаники.
Во время Великой Отечественной войны осталась в блокированном Ленинграде для организации вывоза научных материалов и обслуживания с группой болотоведов под её руководством запросов фронта: решение задач маскировки и проходимости болот, работа по массовому изготовлению напитка с витамином С из хвои сосны.
С 1950 по 1957 год руководила и непосредственно участвовала в работах по наземному обследованию и картированию болот Карелии с момента создания в 1950 году сектора болотоведения и мелиорации Карело-Финской базы АН СССР (позже — лаборатория болотных экосистем Института биологии Карельского научного центра РАН).
С 2007 года проводятся конференции «Галкинские Чтения», названные в честь Екатерины Алексеевны и посвященные широкому спектру важных вопросов современного болотоведения.

## Научные труды
Автор и соавтор около 100 работ.
- Галкина Е. А. Применение самолета при детальном изучении болот // Применение самолета при геоботанических исследованиях (по работам авиоэкспедиции в Карелии). — М. ; Л. : Изд-во АН СССР, 1937. — С. 105—124. — 127 с.
- Галкина Е. А. Болотные ландшафты и принципы их классификации // Сборник научных работ Ботанического института им. В. Л. Комарова Академии наук СССР, выполненных в Ленинграде за три года Великой Отечественной войны (1941—1943) / гл. ред. Б. К. Шишкин, отв. ред. В. С. Соколов. — М. ; Л. : Изд-во АН СССР, 1946. — С. 139—156. — 467 с.
- Галкина Е. А. Использование аэрофотосъемки в болотоведении // Ботанический журнал. — 1953. — Т. 38, № 6. — С. 893—901.
- Галкина Е. А. Болотные ландшафты лесной зоны // Вопросы аэрофотосъёмки / гл. ред. Е. Н. Павловский. — М. ; Л. : Изд-во АН СССР, 1955. — С. 75—84. — 176 с. — (Географический сборник ; вып. 7).
- Галкина Е. А. К вопросу о географических (региональных) типах болотных массивов // Природа болот и методы их исследований / отв. ред. А. А. Ниценко. — Л. : Наука, 1967. — С. 6—11. — 292 с.